# 길기봉
길기봉(吉基鳳, 1953년 ~)은 대한민국의 제46대 대전지방법원장과 제6대 서울동부지방법원장 등을 역임한 법조인이다.

## 생애
1953년 태어난 길기봉은 서울고등학교와 한양대학교 법학과를 졸업하고 1978년 제20회 사법시험에 합격하여 1983년 수원지방법원 판사에 임용되었다. 
서울지방법원 동부지원, 서울민사지방법원, 마산지방법원 진주지원, 부산고등법원, 서울고등법원 등에서 판사를 하다가 1993년에 대법원 재판연구관을 지냈다. 1997년 수원지방법원 부장판사에 임명되었고, 서울지방법원 남부지원, 서울지방법원, 부산고등법원, 서울고등법원에서 부장판사로 활동하였다. 2004년과 2008년에는 각각 수원지방법원과 서울고등법원에서 수석부장판사를 하였다.
2009년 1월에 법원장으로 승진하여 대전지방법원장에 임명되면서 제19대 대전광역시선거관리위원회 위원장을 겸직하다가 2010년 2월에 전보된 서울동부지방법원 법원장을 마지막으로 2010년 9월에 법관에서 물러나 법무법인 KCL에서 변호사를 하였다.
법무법인 KCL 고문 변호사로 있으면서 2011년 1월에 경인일보 자문 변호사에 위촉되었다.
서울고등법원 부장판사로  재직할 때, 1984년 청송보호감호소 교도관에 의한 집단 구타 사망 사건으로 숨진 박영두(29세)의 유족이 낸 소송에서 "민법상 손해배상 청구권의 소멸시효가 지났더라도 신의성실의 원칙에 위배될 때에는 국가가 유족에게 배상을 해줘야 한다"며 원심을 깨고 "국가는 2억 2800만원을 지급하라"고 했다.